# Allamps
Allamps is een gemeente in het Franse departement Meurthe-et-Moselle (regio Grand Est) en telt 511 inwoners (1999). De plaats maakt deel uit van het arrondissement Toul.

## Geografie
De oppervlakte van Allamps bedraagt 7,3 km², de bevolkingsdichtheid is 70,0 inwoners per km².
De onderstaande kaart toont de ligging van Allamps met de belangrijkste infrastructuur en aangrenzende gemeenten.

## Demografie
Onderstaande figuur toont het verloop van het inwonertal (bron: INSEE-tellingen).